# Cratere Krafft

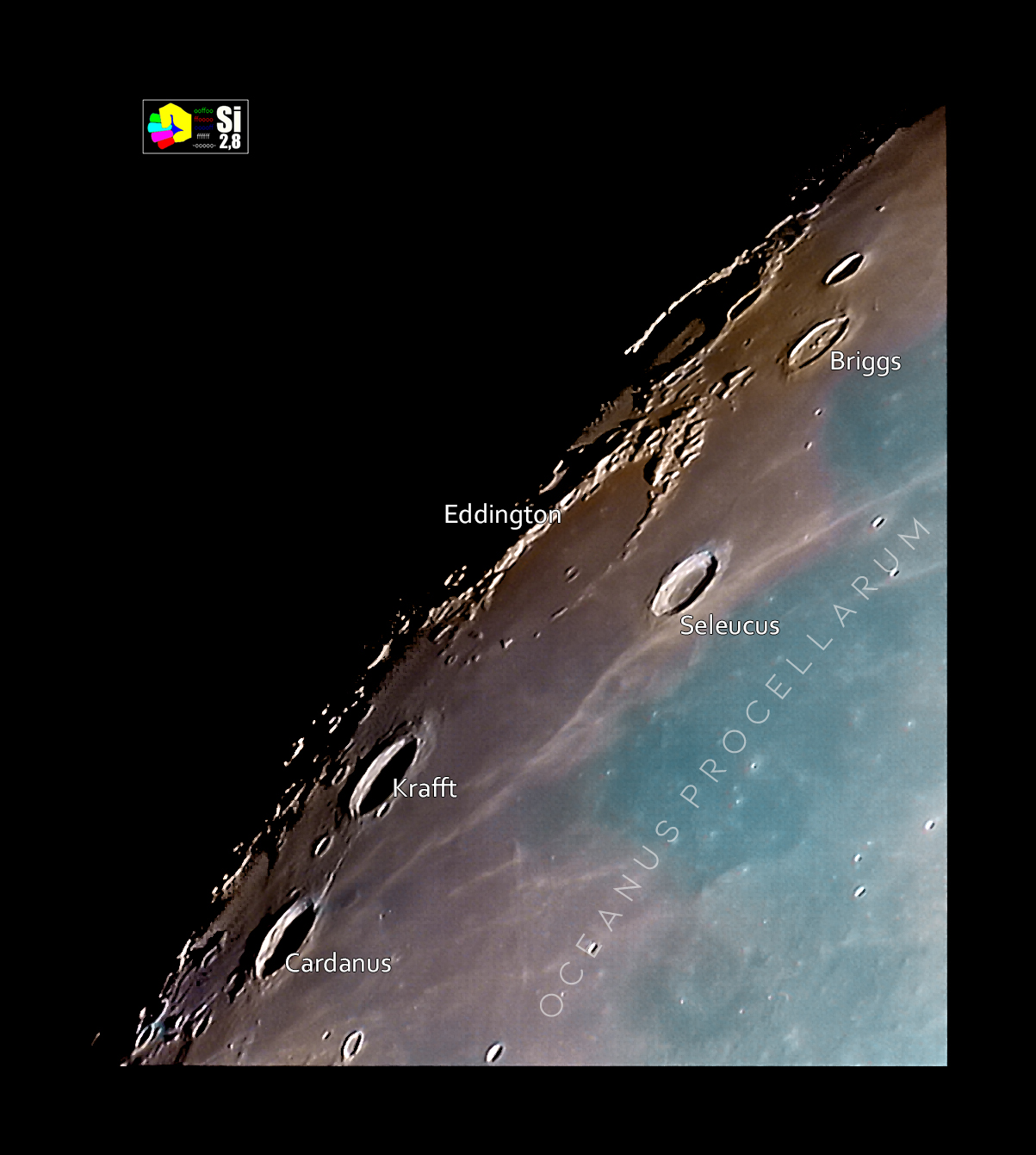
Immagine dell'area in formato selenocromatico. Vedi anche:

Krafft è un cratere lunare di 51,15 km situato nella parte nord-occidentale della faccia visibile della Luna.
Il cratere è dedicato all'astronomo russo-tedesco Wolfgang Ludwig Krafft.

## Crateri correlati
Alcuni crateri minori situati in prossimità di Krafft sono convenzionalmente identificati, sulle mappe lunari, attraverso una lettera associata al nome.
| Krafft | Coordinate            | Diametro (in km) |
| ------ | --------------------- | ---------------- |
| C      | 16°22′12″N 72°29′24″W | 12,45            |
| D      | 15°06′36″N 73°22′48″W | 12,23            |
| E      | 15°54′36″N 71°48′00″W | 9,64             |
| H      | 16°55′12″N 77°54′36″W | 14,78            |
| K      | 16°30′00″N 74°40′48″W | 12,08            |
| L      | 16°01′12″N 76°30′36″W | 19,8             |
| M      | 17°47′24″N 75°36′36″W | 10,75            |
| U      | 17°13′48″N 64°45′36″W | 3,07             |